# Edgardo Rudnitzky
Edgardo Rudnitzky (Buenos Aires, 1956) es un compositor, artista sonoro y percusionista argentino.

## Biografía
Compositor y artista sonoro, su trabajo se centra en la fusión, para él "inevitable", entre lo intangible y lo tangible: a pesar de la naturaleza elusiva del sonido este es tratado como materia escultórica, tangible. 
Esta exploración lo ha llevado a producir y exhibir trabajos en diversos soportes y formatos, instalaciones, exhibiciones, performances, conciertos y proyecciones.
Ha llevado adelante una intensa labor internacional como compositor y diseñador sonoro en teatro, cine y danza paralelamente a su trabajo como artista.
Desde el año 2003 vive y trabaja en Berlin.

## Solo Shows (Selection)
2019 Border Music. Bienal Sur. Fundación Migliorisi, Asunción, Paraguay.
2014 Swing for Poe, Galerie Mario Mazzoli, Berlin.
2013 Cicadas, Naturkundemuseum Potsdam, Germany
2012 Nocturno (Version for 15 Monocords) Fundación PROA, Buenos Aires,
        Argentina
2012 Cicadas, Naturkundlisches Museum Halle (Saale), Germany
2012 A Bordo del Cuore d'Oro, curated by Julia Draganovic, Art First Bologna, 
       Museo Internazionale della Musica, Bologna, Italy.
2009 Caribbean Whispers, Festival Wassermusik. Haus der Kulturen der Welt,
        Berlin.
2009 Last minute, in collaboration with Jorge Macchi, Project Octogono,      
        Pinacoteca do Estado deSão Paulo, Brazil.
2008 The Singers’ Room, in collaboration with Jorge Macchi, Galleria Continua, 
       San Gimignano, Italy
2006 Light Music, two projects (Twilight y Single Room) in collaboration with 
       Jorge Macchi, Universtiy Gallery, University of Essex and Firstsite,    
        Colchester, England.
2005 La Ascención, in collaboration with Jorge Macchi, Argentine Pavillion at the 
        Venice Biennale 2005, Palagraziussi, Antico Oratorio San Filippo Neri, alla 
        Fava, Venice, Italy.

## Group Shows (Selection)
2023 ARKHE, Schloßmediale Werdenberg, Werdenberg / CH
2022 Diáspora, in collaboration with Jorge Macchi. Galeria Continua, San Gemignano.
2018 Waking Hours and Street News, two pieces in collaboration with Jorge 
        Macchi. Suspended Points, Galeria Continua, San Gimignano, Italy.
2017 Silenzi d'Alberi, Kuratorinen Sonia Belfiore und Lucia Longhi. Villa Brandolini, 
       Solighetto, Veneto, Italy.
2017 HAMMER | ANVIL | STIRRUP, Curated by Richard Carr, Wexford Arts
        Center, Wexford / IR.
2016 Más allá del Sonido (Beyond the Sound), Kuratorin Anne-Laure
        Chamboissier. MUNTREF. Buenos Aires / AR
2014 Festival 90db, Rome / IT
2014 Transiente, Festival Node, Modena / IT.
2013 Kunstmuseum Luzern, Switzerland, with Jorge Macchi.
2013 Gallery Alexander and Bonin, New York, USA, with Jorge Macchi.
2012 Notations: The Cage effect today. Hunter College Gallery, New York, USA.
2011 Automata a Cappella, Galerie Mario Mazzoli, Berlin, Germany.
2009 One Hand Clapping, Armazem 7, Lisboa, Portugal.
2008 Prospect 1 New Orleans, New Orleans, USA.
2008 Yokohama Triennale, Japan.
2007 Bienal del Mercosur, Porto Allegre, Brazil.
2003Istanbul Biennale. Turkey

## Performances (last)
2024 Invisible Body, project in collaboration with the Choreographer and dancer Maria Colusi. Exploratorium Berlin.
2023 Displaced/Angekommen. Choreography/Dance: Colusi - Music and Sound 
         Installation: Edgardo Rudnitzky. Theater im Delphi
2023 WindUp. Coreography/Dance: Maria Colusi-Roberta Ricci. Music-Sound Objects: 
        Edgardo Rudnitzky.
2023 Concert Star Dust Music. The Resident Music Collective. Direction: Clemens Rynkowski 
        Automatic Instruments: Edgardo Rudnitzky - Humboldt Forum. Berlin
2023 Robinson Chamber opera for self-playing pianos, automata and seven islands.
         Music: Oscar Strasnoy - Text: Sigrid Behrens - Automatas: Edgardo Rudnitzky
           Staatsoper Unter den Linden
2022 Displaced/Angekommen. ZAK Zentrum für Aktuelle Kunst, Zitadelle Spandau.
         Coreography/Dance: Colusi - Music and Sound Installation: Edgardo Rudnitzky
2022 Displaced/Angekommen. Soundance Festival Berlin - Dock11
2021 Musica Nocturna. Album Homage to Walter Smetak. Prohelvetia + Buh Records.  
        Composer: Edgardo Rudnitzky
2021 Blur. Sound Piece. Festival SoundCinema Düsseldorf. Composer: Edgardo Rudnitzky
2019 Emergent SINK, Radyal System and SoundDance Festival Berlin. Berlin.
        Coreography/Dance: Colusi - Music and Sound Installation: Edgardo Rudnitzky
2018 SINK, Coreography/Dance: Colusi - Music and Sound Installation: Edgardo Rudnitzky.  
        SoundDance Festival Berlin. Dock11, Berlin.
2017 Querandí - Chor. and Dance: Maria Colusi-Florencia Lamarca. Sound Installation
        and Music: Edgardo Rudnitzky. Dock11, Berlin.
2016 Querandí - Chor. and Dance: Maria Colusi-Florencia Lamarca. Sound Installation
        and Music: Edgardo Rudnitzky. Dock11, Berlin.
2016 Tone Undertow in collaboartion with Maria Colusi-Maya Carrol-Roy Carrol. Sound
        Installation and Music: Roy Carrol and Edgardo Rudnitzky Dock11, Berlin
2015 Twilight in collaboration with Jorge Macchi. Performance Biennale BP15.
        Buenos Aires, Argentina.

## Música (Selección)
| Año  | Obra                                                                          | Tipo de obra               |  |
| ---- | ----------------------------------------------------------------------------- | -------------------------- |  |
| 2024 | Umbrio                                                                        | Dance Prformance           |  |
| 2024 | Invisible Body                                                                | Sound/Movement Performance |  |
| 2023 | Estel                                                                         | Dance                      |  |
| 2023 | Wind Up                                                                       | SoundDance Festival Berlin |  |
| 2022 | Displaced Angekommen                                                          | Dance                      |  |
| 2021 | Música Nocturna - Incluida en el disco Homenaje a Walter Smetak - Buh Records |                            |  |
| 2021 | Blur - Sound Cinema Düsseldorf                                                | Música without Image       |  |
| 2018 | SInk                                                                          | Dance                      |  |
| 2016 | Querandi                                                                      | Dance                      |  |

## Musica para Films
Géminis (dir.: Albertina Carri, 2005).
Barbie también puede estar triste (dir. Albertina Carri, 2003).
Potestad (dir.: César D’Angiolillo, 2002) 
Vagón fumador (dir. Verónica Chen, 2001).
No quiero volver a casa (dir.: Albertina Carri, 2000)
Color escondido (dir.: Raúl de la Torre, 1988)
La noche eterna (dir.: Mercedes Frutos, 1991)
Familia Fortone (cortometraje 1999)

## Premios
- 1996: Premio Florencio Sánchez a la mejor música por El relámpago.
- 1996: Premio del Festival Internacional de Cine de Asunción del Paraguay por la música del film Sol de otoño.
- 1996: Premio ACE (Asociación Cronistas de Espectáculos) a la mejor música original por la música de El relámpago, Travesía y por la de Cristales rotos.
- 1998: Premio Trinidad Guevara, por El viejo criado.
- 1998: Premio Teatro del Mundo de las IV Jornadas de Teatro comparado de la Universidad de Bs. As., por las músicas de El relámpago, Sueño de una noche de verano, La gaviota y Ricardo III.
- 1999: Premio Pepino el 88, por El viejo criado.
- 2002: Premio Mejor Música en el Festival de cine de Cremona (Italia) por la música del film Potestad.
- 2005: Premio al Proyecto Interactivo del Año 2004 otorgado por la Asociación Argentina de Críticos de Arte y la Sección Argentina de la Asociación Internacional de Críticos de Arte por Buenos Aires Tour.